# Зараза (филм)
„Зараза“ (на английски: Outbreak) е американски филм от 1995 г. на режисьора Волфганг Петерсен.

## Актьорски състав
| Актьор              | Роля                      |
| ------------------- | ------------------------- |
| Дъстин Хофман       | полковник Сам Даниелс     |
| Рене Русо           | Робърта Кио               |
| Морган Фрийман      | генерал Били Форд         |
| Доналд Съдърланд    | генерал Доналд Макклинток |
| Кевин Спейси        | майор Кейси Шулер         |
| Куба Гудинг Джуниър | майор Солт                |
| Патрик Демпси       | Джеймс Скот               |

## Награди и номинации
| Награда | Категория                        | Номиниран(и)                     | Резултат  |
| ------- | -------------------------------- | -------------------------------- | --------- |
| Сатурн  | Най-добър научнофантастичен филм | Най-добър научнофантастичен филм | номинация |

## В България
Филмът е излъчен на 18 май 2003 г. по Канал 1 с български дублаж.
Филмът е излъчен с втори дублаж на bTV през 2012 г. Екипът се състои от:
| Озвучаващи артисти  | Светлана Смолева Станислав Пищалов Николай Пърлев Петър Бонев Иван Велчев |
| Преводач            | Илияна Йорданова                                                          |
| Тонрежисьор         | Галина Наумова                                                            |
| Режисьор на дублажа | Кирил Бояджиев                                                            |